# Campus de Vegazana
El Campus Universitario de Vegazana de la Universidad de León se encuentra en terrenos que pertenecieron al Obispado de León al oeste de la ciudad; se trataba de la localidad de Villaobispo de las Regueras y de una gran finca, cercana a esta y situada en el kilómetro 3 de la carretera de Santander: la denominada Vega o Huerta del Obispo. Estos últimos terrenos, con una extensión de 24,7 hectáreas, serán adquiridos por la Caja de Ahorros y Monte de Piedad de León para lo que, modestamente, se llamó Centro Universitario de León, génesis de la actual universidad, y en ellos se levantó la sede del Colegio Universitario, actual sede de la Facultad de Filosofía y Letras. A ellos se añadieron otras parcelas y se crearon accesos desde los barrios de San Mamés y de La Palomera, entonces un pequeño grupo de viviendas aún lejos del hoy Campus, pero que hoy se extiende hasta él. Este fue el primer nombre que recibió el Campus: La Palomera. Sin embargo, el tiempo llevó a restaurar el topónimo original y que hoy lo designa: Campus de Vegazana.
Con la Universidad, el Campus se fue poblando de nuevos edificios: a Filosofía y Letras se añadirían la primera fase de la Facultad de Biología, el nuevo edificio de la Facultad de Veterinaria, al norte de ésta y, finalmente el cuadrado se cerró con la Facultad de Derecho. Entre ellas se levantarían el llamado Edificio de Servicios y una Cafetería-Comedor.
A partir de este núcleo, el Campus ha seguido creciendo con nuevas Facultades y Escuelas, así como con un Aulario, dos nuevas cafeterías, la Residencia Universitaria Emilio Hurtado, la Biblioteca Universitaria San Isidoro, la Clínica Veterinaria, diversos laboratorios y centros de investigación, el Animalario o el Centro TIC de Recursos para el Aprendizaje y la Investigación (también llamado Edificio Informático ).

## Titulaciones

### Ciencias Sociales y Jurídicas
- Diplomado en Ciencias Empresariales
- Licenciado en Administración y Dirección de Empresas
- Licenciado en Ciencias Actuariales y Financieras (2.º Ciclo)
- Licenciado en Economía (2.º Ciclo)
- Licenciado en Investigación y Técnicas de Mercado (2.º Ciclo)
- Diplomado en Gestión y Administración Pública
- Licenciado en Derecho
- Diplomado en Relaciones Laborales
- Licenciado en Ciencias del Trabajo (2.º Ciclo)
- Diplomado en Trabajo Social
- Licenciado en Psicopedagogía (2.º Ciclo)
- Maestro: Especialidad de Audición y Lenguaje
- Maestro: Especialidad de Educación Especial
- Maestro: Especialidad de Educación Física
- Maestro: Especialidad de Educación Infantil
- Maestro: Especialidad de Educación Musical
- Maestro: Especialidad de Educación Primaria
- Maestro: Especialidad de Lengua Extranjera
- Diplomado en Turismo (Centro Adscrito)
- Graduado en Educación Social

### Ciencias Experimentales y de la Salud
- Grado en Biología
- Grado en Biotecnología
- Grado en Ciencias Ambientales
- Licenciado en Veterinaria
- Licenciado en Ciencia y Tecnología de los Alimentos (2.º Ciclo)
- Licenciado en Biología (a extinguir)
- Licenciado en Ciencias Ambientales (a extinguir)
- Licenciado en Biotecnología (a extinguir)
- Diplomado Enfermo
- Licenciado en Ciencias de la actividad física y el deporte.

### Humanidades
- Grado en Filología Moderna: Inglés
- Grado en Historia
- Grado en Historia del Arte
- Grado en Lengua Española y su Literatura
- Licenciado en Filología Hispánica (a extinguir)
- Licenciado en Filología Inglesa (a extinguir)
- Licenciado en Geografía
- Licenciado en Historia (a extinguir)
- Licenciado en Historia del Arte (a extinguir)
- Licenciado en Lingüística (2.º Ciclo)
- Diplomado en Biblioteconomía y Documentación

### Ingenierías e Ingenierías Técnicas
- Ingeniero Técnico Aeronáutico: Especialidad en Aeromotores
- [Ingeniero Agrónomo (2.º Ciclo)]
- Ingeniero Técnico Agrícola: Especialidad Explotaciones Agropecuarias
- Ingeniero Técnico Agrícola: Especialidad Hotofruticultura y Jardinería
- Ingeniero Técnico Agrícola: Especialidad Mecanización y Construcciones Rurales
- Ingeniero en Informática
- Ingeniero Industrial (2.º Ciclo)
- Ingeniero Técnico Industrial. Especialidad: Mecánica
- Ingeniero Técnico Industrial. Especialidad: Electricidad
- Ingeniero Técnico de Minas: Especialidad Sondeos y Prospecciones Mineras
- Ingeniero Técnico de Minas: Especialidad Instalaciones Electromecánicas Mineras
- Ingeniero Técnico de Minas: Especialidad Explotación de Minas
- Ingeniero Técnico de Minas: Especialidad Recursos Energéticos, Combustibles y Explosivos
- Ingeniero de Minas (2.º Ciclo)